# Giorgio Ghisi
Giorgio Ghisi, conosciuto anche come Giorgio Mantovano (Mantova, 1520 – 1582), è stato un incisore italiano.

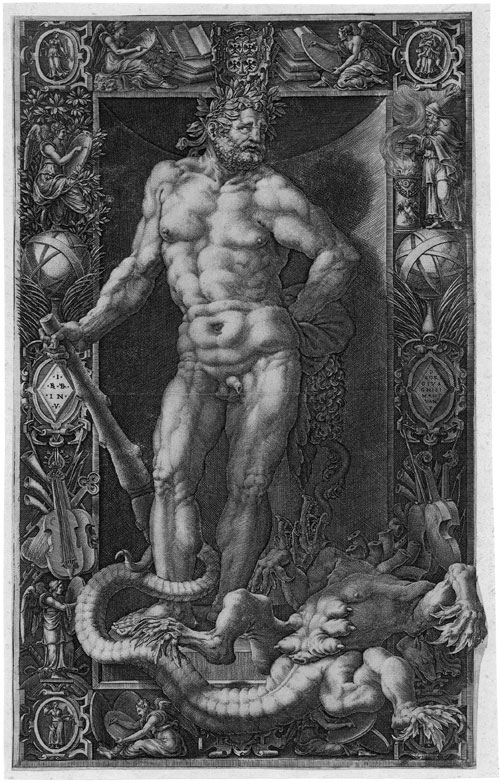
Ercole, disegno di Giovan Battista Bertani per Giorgio Ghisi.

Figlio di Ludovico Ghisi, mercante originario di Parma trapiantatosi a Mantova e fratello di Teodoro, si ispirò alle opere di Marcantonio Raimondi, arrivando a sviluppare uno stile caratterizzato da un intenso chiaroscuro. Nel 1550 visitò Anversa per lavorare nella bottega di Hieronymus Cock, per poi tornare a Mantova, dove operò per tutta la vita.